# Serixia cinereotomentosa
Serixia cinereotomentosa là một loài bọ cánh cứng trong họ Cerambycidae.